# Världsmästerskapen i orientering 1981
Världsmästerskapen i orientering 1981 hölls den 4-6 september 1981 i Thun i Schweiz.

## Medaljörer

### Herrar

#### Individuellt
1. Øyvin Thon, Norge 1.30.05
2. Tore Sagvolden, Norge 1.32.33
3. Morten Berglia, Norge 1.33.10

#### Stafett
1. Norge (Øyvin Thon, Harald Thon, Tore Sagvolden, Sigurd Dæhli) 4.38.15
2. Sverige (Lars-Henrik Undeland, Bengt Levin, Jörgen Mårtensson, Lars Lönnkvist) 4.38.47
3. Finland (Kari Sallinen, Ari Anjala, Seppo Rytkönen, Hannu Kottonen) 4.45.23

### Damer

#### Individuellt
1. Annichen Kringstad, Sverige 1.05.47
2. Brit Volden, Norge 1.08.54
3. Karin Rabe, Sverige 1.09.40

#### Stafett
1. Sverige (Arja Hannus, Barbro Lönnkvist, Karin Rabe, Annichen Kringstad) 3.49.53
2. Finland (Helena Mannervesi, Marita Ruoho, Liisa Veijalainen, Outi Borgenström) 4.05.07
3. Schweiz (Ruth Schmid, Annelies Meier, Irene Bucher, Ruth Humbel) 4.13.10